# Tratado de Paris (1229)

Brasão do rei da França.

Brasão dos condes de Tolosa.

O Tratado de Paris (também conhecido como Tratado de Meaux-Paris ou simplesmente Tratado de Meaux) é um acordo assinado em 1229 entre o Reino da França e o Condado de Tolosa que pôs fim às hostilidades entre ambos, motivadas pela Cruzada albigense.

## Contexto
Desde que em 1209 o Papa Inocêncio III declarara a cruzada contra os cátaros albigenses, o sul da França vinha sendo palco de uma luta entre senhores feudais do Norte e Sul (partidários respectivos do Rei Filipe II da França e da família Saint-Gilles, Condes de Tolosa).
A princípio os vassalos do Rei da França conseguiram rápidos avanços que se veriam plasmados com a tomada de Tolosa e a morte do rei Pedro II de Aragão (a quem os occitanos deviam vassalagem) na Batalha de Muret e a condenação do catarismo no Concílio de Latrão IV (1215). Mas a morte do Papa ao ano seguinte provoca uma sublevação geral em todo o Languedoque que se traduz num desembarque Raimundo VI em Marselha e uma sequência de batalhas que culmina na reconquista de Toulouse em 1217 e a morte ao ano seguinte do general cruzado Simão de Montfort durante um assédio enquanto intentava recuperar a cidade rosa. Consolidaria-se assim a resistência occitana da mão do novo conde Raimundo VII (seu pai faleceu em 1221) que com apoio da Coroa de Aragão e do Condado de Foix recuperará parte dos territórios arrebatados à sua família voltando a um status quo similar ao do princípio da Cruzada.
Para forçar a procura duma saída ao conflito e evitar um rebrote da heresia, o novo Papa Honório II excomungou o conde tolosano no Concílio de Bourges (29 de novembro de 1225). Isto, ligado à renúncia do filho de Simão, Amaury VI de Montfort, dos seus direitos sobre o Condado e a vitória militar em 1226 dos exércitos franceses no comando do filho de Luís VIII sobre os occitanos, favoreceu o clima para que em 1229 o legado papal (Cardeal de Saint-Ange) concebesse um acordo de paz que seria finalmente redigido pelo Conde de Champagne e o Abade de Grandselve, e assinado em março desse ano em Meaux.

## A assinatura
O tratado foi assinado a 12 de abril de 1229 pelos representantes do reino da França (então regido por Branca de Castela, mãe do futuro Luís IX) e a Igreja Católica por um lado, e, pelo outro, o Conde de Tolosa Raimundo VII.
As condições do tratado foram particularmente duras para o Condado de Toulouse, o qual, à longa, veria nele o seu próprio desaparecimento. Além disso, vieram acompanhadas por uma penitencia pública do conde Raimundo que, antes de assina-lo, deveu peregrinar até Paris, onde foi flagelado sobre os degraus de Notre-Dame.

## O acordo
O acordo compreendia 22 clausulas que comprometiam ao cesse das hostilidades entre o conde de Tolosa e a nobreza feudal francesa em troca de que o primeiro prestasse a sua fidelidade à Igreja Romana e ao rei da França, abandonando o seu apoio a causa dos seus vassalos albigenses enfrentados à Igreja à que devia simultaneamente compensar com uma série de indenizações econômicas.
Para isso Raimundo VII devia entregar a metade dos seus territórios, começando pelos pertencentes aos viscondes de Trencavel e os senescais de Beaucaire e Carcassonne que passam ao Reino da França.
Assim mesmo o conde comprometia-se a retirar as suas pretensões sobre os territórios do vale do Ródano (passando o marquesado de Provença às mãos da Igreja com o nome de Condado Venaissin), desmantelar as defesas de várias vilas (entre elas Toulouse), fundar e custear durante 10 anos uma universidade em Toulouse e a participar diretamente nas cruzadas de Oriente.
Contudo, as cláusulas que se revelariam de maior importância para o devir da história medieval foram a 12ª e 13ª que estipulava por um lado, o matrimônio entre a filha do conde e um dos filhos do rei Luís, e por outro, a transmissão à coroa real francesa das posses remanescentes do conde caso falecimento sem descendência:
| “ | 12° A filha de Raimundo VII será entregue ao rei, quem por dispensa da Igreja a dará em matrimônio a um dos seus filhos; 13° ...após a morte do conde, Tolosa e o seu bispado pertencerão ao irmão do rei; se este morrer sem deixar filhos os seus domínios voltariam à coroa sem que os demais herdeiros ou descendentes de Raimundo VII puder reclamar direito algum. | ” |

## Consequências
A aplicação do artigo 12º teve não obstante de aguardar até 1237, ao matrimônio entre Joana de Tolosa e Alfonso de Poitiers. Raimundo faleceu em 1249 e as suas posses passaram a Alfonso, não sem antes forçar um novo confronto direto com este, o seu genro, e a coroa, ao dar o seu apoio às pretensões inglesas na Aquitânia.
Alfonso faleceu sem descendência em 1271 e as suas posses tolosanas vincularam-se definitivamente ao devir do reino da França, que anularia a sua autonomia, ao tempo que afastava sobre elas as pretensões de outras potências, como a Coroa de Aragão. Séculos mais tarde, a maior parte dos territórios do antigo condado de Tolosa formariam as regiões francesas do Languedoque-Rossilhão e de Sul-Pirineus.
Pela sua vez, as posses provençais que deveriam passar à Igreja nesse mesmo ano foram retidas durante 3 anos mais (até 1274) pelo Reino da França que, finalmente se submeteria aos termos do tratado, entregando o marquesado de Provença ao Papado. Estas chegariam a albergar a sede da Igreja Católica de 1309 a 1377 (Papado de Avinhão) até serem reincorporadas em 1797 à França do Diretório mediante o Tratado de Tolentino.